# Matt Charman
Matt Charman (* 5. Juni 1979 in Crawley, West Sussex) ist ein britischer Drehbuchautor, Dramaturg und Produzent beim Film, der durch Kinofilme wie Suite française – Melodie der Liebe oder Bridge of Spies – Der Unterhändler international bekannt wurde.

## Leben und Karriere
Matt Charman begann seine Karriere als Dramaturg am Soho Theatre, wo er 2004 den Verity Bargate Award für sein Stück A Night at the Dogs gewann. Weitere Theaterstücke folgten mit Five Wives (2007) und The Observer (2009). Im Jahr 2012 feierte sein Stück Regrets am Manhattan Theatre Club in New York seine Premiere. 2013 folgte die Uraufführung von The Machine.
Seinen Durchbruch als Drehbuchautor hatte Charman 2014 mit seiner Arbeit für Saul Dibbs Kriegsdrama Suite française – Melodie der Liebe mit Michelle Williams, Kristin Scott Thomas und Margot Robbie in den Hauptrollen. Danach arbeitete er für Regisseur Steven Spielberg zusammen mit Ethan und Joel Coen am Drehbuch zu dessen Film Bridge of Spies – Der Unterhändler  mit Tom Hanks. Für Spielbergs Film erhielt er bei der Verleihung 2016 zusammen mit den Coen-Brüdern eine Oscar-Nominierung in der Kategorie Bestes Originaldrehbuch. 
Neben seiner Tätigkeit als Drehbuchautor hat sich Matt Charman 2015 auch als Produzent für die Fernsehminiserie Black Work engagiert. Ein Jahr zuvor hatte er bereits für die Fernsehminiserie Our Zoo für mehrere Folgen als Drehbuchautor gearbeitet.

## Auszeichnungen
- 2016: Oscar-Nominierung in der Kategorie Bestes Originaldrehbuch bei der Verleihung 2016 für Bridge of Spies – Der Unterhändler zusammen mit Ethan und Joel Coen

## Filmografie

### Als Drehbuchautor
- 2014: Our Zoo (Miniserie, 5 Episoden)
- 2014: Suite française – Melodie der Liebe (Suite française)
- 2015: Black Work (Miniserie, Schöpfer, 3 Episoden)
- 2015: Bridge of Spies – Der Unterhändler (Bridge of Spies)
- 2017: Oasis (Fernsehfilm)
- 2022: Treason (Miniserie, Schöpfer, 5 Episoden)
- 2024: Eifersucht (Killer Heat)

### Als Executive Producer
- 2015: Black Work (Miniserie, 3 Episoden)
- 2017: Oasis (Fernsehfilm)
- 2022: Treason (Miniserie, 5 Episoden)

## Bücher

### Als Dramaturg
- 2004: A Night at the Dogs, Theaterstück
- 2007: The Five Wives of Maurice Pinder, Theaterstück
- 2009: The Observer, Theaterstück
- 2011: Greenland, Theaterstück
- 2012: Regrets, Theaterstück
- 2013: The Machine, Theaterstück